# Molzbach
Molzbach ist ein Stadtteil von Hünfeld im osthessischen Landkreis Fulda.

## Geographische Lage
Der Stadtteil Molzbach liegt an den nordwestlichen Ausläufern der Rhön, im Naturpark Hessische Rhön und am Westrand des Biosphärenreservats Rhön. Der Hauptort Hünfeld befindet sich nordwestlich von Molzbach. Nördlich des vom Nüst-Zufluss Molzbach durchflossenen Ortes erhebt sich der Rößberg.

## Geschichte

### Ortsgeschichte
Die vorgeschichtliche Besiedlung wird durch zahlreiche Hügelgräber der Bronze-, Hallstatt- und La-Tène-Zeit bewiesen, die nördlich des Ortes am Bomberg und südlich des Ortes am Sandstrauch freigelegt wurden. Grabbeigaben des Mädchens von Molzbach befinden sich im Konrad-Zuse-Museum in Hünfeld.
Die älteste bekannte schriftliche Erwähnung von Molzbach erfolgte im Jahr 1334. Die katholische Filialkirche St. Anna wurde 1850/51 erbaut.
Zum 1. Februar 1971 wurde die bis dahin selbständige Gemeinde Molzbach im Zuge der Gebietsreform in Hessen auf freiwilliger Basis in die Stadt Hünfeld eingemeindet.
Für Molzbach wurde, wie für die übrigen bei der Gebietsreform nach Hünfeld eingegliederten Gemeinden, ein Ortsbezirk gebildet.

### Verwaltungsgeschichte im Überblick
Die folgende Liste zeigt die Staaten und Verwaltungseinheiten, denen Molzbach angehört(e):
- vor 1803: Heiliges Römisches Reich, Hochstift Fulda, Amt/Oberamt Mackenzell
- 1803–1806: Heiliges Römisches Reich, Fürstentum Nassau-Oranien-Fulda, Fürstentum Fulda, Amt Hünfeld
- 1806–1810: Kaiserreich Frankreich, Fürstentum Fulda (Militärverwaltung)
- 1810–1813: Großherzogtum Frankfurt, Departement Fulda, Distrikt Hünfeld
- ab 1816: Kurfürstentum Hessen, Großherzogtum Fulda, Amt Hünfeld
- ab 1821/22: Kurfürstentum Hessen, Provinz Fulda, Kreis Hünfeld[7][Anm. 2]
- ab 1848: Kurfürstentum Hessen, Bezirk Fulda
- ab 1851: Kurfürstentum Hessen, Provinz Fulda, Kreis Hünfeld
- ab 1867: Norddeutscher Bund[Anm. 3], Königreich Preußen, Provinz Hessen-Nassau, Regierungsbezirk Kassel, Kreis Hünfeld
- ab 1871: Deutsches Reich, Königreich Preußen, Provinz Hessen-Nassau, Regierungsbezirk Kassel, Kreis Hünfeld
- ab 1918: Deutsches Reich, Freistaat Preußen, Provinz Hessen-Nassau, Regierungsbezirk Kassel, Kreis Hünfeld
- ab 1944: Deutsches Reich, Freistaat Preußen, Provinz Kurhessen, Landkreis Hünfeld
- ab 1945: Amerikanische Besatzungszone, Groß-Hessen, Regierungsbezirk Kassel, Landkreis Hünfeld
- ab 1946: Amerikanische Besatzungszone, Hessen, Regierungsbezirk Kassel, Landkreis Hünfeld
- ab 1949: Bundesrepublik Deutschland, Hessen, Regierungsbezirk Kassel, Landkreis Hünfeld
- ab 1971: Bundesrepublik Deutschland, Hessen, Regierungsbezirk Kassel, Landkreis Hünfeld, Stadt Hünfeld[Anm. 4]
- ab 1972: Bundesrepublik Deutschland, Hessen, Regierungsbezirk Kassel, Landkreis Fulda, Stadt Hünfeld

### Bevölkerung
Einwohnerentwicklung
- 23 Feuerstellen, 171 Seelen[1]

| Molzbach: Einwohnerzahlen von 1812 bis 2015 | Molzbach: Einwohnerzahlen von 1812 bis 2015 | Molzbach: Einwohnerzahlen von 1812 bis 2015 | Molzbach: Einwohnerzahlen von 1812 bis 2015 | Molzbach: Einwohnerzahlen von 1812 bis 2015 |
| --- | ------------------------------------------- | ------------------------------------------- | ------------------------------------------- | ------------------------------------------- |
| Jahr |                                             |                                             |                                             | Einwohner                                   |
| 1812 | 1812                                        |                                             | 171                                         | 171                                         |
| 1834 | 1834                                        |                                             | 207                                         | 207                                         |
| 1840 | 1840                                        |                                             | 210                                         | 210                                         |
| 1846 | 1846                                        |                                             | 209                                         | 209                                         |
| 1852 | 1852                                        |                                             | 206                                         | 206                                         |
| 1858 | 1858                                        |                                             | 196                                         | 196                                         |
| 1864 | 1864                                        |                                             | 181                                         | 181                                         |
| 1871 | 1871                                        |                                             | 178                                         | 178                                         |
| 1875 | 1875                                        |                                             | 172                                         | 172                                         |
| 1885 | 1885                                        |                                             | 166                                         | 166                                         |
| 1895 | 1895                                        |                                             | 159                                         | 159                                         |
| 1905 | 1905                                        |                                             | 177                                         | 177                                         |
| 1910 | 1910                                        |                                             | 178                                         | 178                                         |
| 1925 | 1925                                        |                                             | 174                                         | 174                                         |
| 1939 | 1939                                        |                                             | 179                                         | 179                                         |
| 1946 | 1946                                        |                                             | 329                                         | 329                                         |
| 1950 | 1950                                        |                                             | 295                                         | 295                                         |
| 1956 | 1956                                        |                                             | 229                                         | 229                                         |
| 1961 | 1961                                        |                                             | 196                                         | 196                                         |
| 1967 | 1967                                        |                                             | 183                                         | 183                                         |
| 1970 | 1970                                        |                                             | 186                                         | 186                                         |
| 1982 | 1982                                        |                                             | 188                                         | 188                                         |
| 1990 | 1990                                        |                                             | ?                                           | ?                                           |
| 2001 | 2001                                        |                                             | 201                                         | 201                                         |
| 2011 | 2011                                        |                                             | 177                                         | 177                                         |
| 2015 | 2015                                        |                                             | 163                                         | 163                                         |
| Datenquelle: Historisches Gemeindeverzeichnis für Hessen: Die Bevölkerung der Gemeinden 1834 bis 1967. Wiesbaden: Hessisches Statistisches Landesamt, 1968. Weitere Quellen: LAGIS; Private Website; Zensus 2011 |                                             |                                             |                                             |                                             |

Einwohnerstruktur 2011
Nach den Erhebungen des Zensus 2011 lebten am Stichtag, dem 9. Mai 2011, in Molzbach 177 Einwohner. Darunter waren 3 (1,7 %) Ausländer.
Nach dem Lebensalter waren 33 Einwohner unter 18 Jahren, 66 zwischen 18 und 49, 42 zwischen 50 und 64 und 36 Einwohner waren älter.
Die Einwohner lebten in 69 Haushalten. Davon waren 18 Singlehaushalte, 18 Paare ohne Kinder und 27 Paare mit Kindern, sowie 6 Alleinerziehende und keine Wohngemeinschaften. In 18 Haushalten lebten ausschließlich Senioren und in 42 Haushaltungen lebten keine Senioren.
Religionszugehörigkeit
| • 1885: | 166 katholische (= 100 %) Einwohner                              |
| • 1961: | 3 evangelische (= 1,53 %), 193 katholische (= 98,47 %) Einwohner |

## Politik
Für Molzbach besteht ein Ortsbezirk (Gebiete der ehemaligen Gemeinde Molzbach) mit Ortsbeirat und Ortsvorsteher nach der Hessischen Gemeindeordnung. Der Ortsbeirat besteht aus fünf Mitgliedern. Bei den Kommunalwahlen in Hessen 2021 betrug die Wahlbeteiligung zum Ortsbeirat 75,69 %. Alle Kandidaten gehörten der „Bürgerliste Molzbach“ an. Der Ortsbeirat wählte Udo Tischler zum Ortsvorsteher.

## Regelmäßige Veranstaltungen
Am ersten Sonntag nach Aschermittwoch wird traditionell das Hutzelfeuer abgebrannt. Es soll den Winter austreiben und den Frühling einläuten.

## Verkehr
Den öffentlichen Personennahverkehr stellt die Lokale Nahverkehrsgesellschaft Fulda mit der Buslinie 75 sicher.